# Бандолет

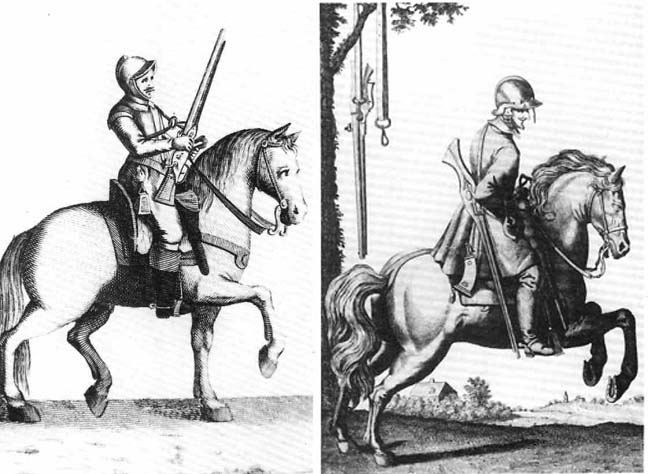
Райтар озброєний бандолетом, XVII ст.

Бандолет — коротка гладкоствольна рушниця (своєрідний видовжений пістолет), поширена в Україні в XVII столітті. Цей тип ручної зброї використовувався здебільшого в кавалерії. Мала кільце-антабку для підвішування на перев'язь-бандольєр. Бандолет був на озброєнні козацького війська під час національної революції 1648—1676 років. Довжина ствола, на якому монтувалися приціл та мушка, близько 60 см, калібр — 10 мм. Бандолет оснащувався іскровим механізмом — ударно-кременевим замком нідерландського типу з внутрішньою пружиною. У верхню грань приклада вправлялася коробочка для запасних кременів.